# Тодор Кацаров
Тодор Иванов Кацаров е деец на БКП

## Биография
Тодор Кацаров е роден на 22 февруари 1892 г. в село Лешница, Ловешко. Начално образование завършва в родното си село. Прекъсва ученето в прогимназията и заедно с бащата Иван Кацаров заминава на гурбет в Румъния. Наследява от него занаята бъчварство. Работи в Плевен, Червен бряг и Мездра.
През 1915 г. отваря собствена бъчварска работилница в Ловеч. Ориентира се към левите идеи. Член на БРСДП (т.с.) от 1918 г. Близък приятел на Борис Баев. Участва в работата на Занаятчийски конгрес (1923). Член на Ловчански комитет на БКП и неговата военна комисия.
Арестуван след атентата в църквата „Света Неделя“. През нощта на 24 април 1925 г. заедно с Борис Баев е изведен от Ловешкото околийско полицейско управление и екзекутиран на прилежащата улица.